# 杜斯維爾 (喬治亞州)
杜斯維爾（英語：Dewsville）是位於美國喬治亞州貝克縣的一個鬼鎮。由於此地已於20世紀被荒廢，本地已無人居住。

## 地理
杜斯維爾的座標為31°20′17″N 84°37′42″W / 31.33806°N 84.62833°W，而該地的平均海拔高度為52米（即171英尺）。